# 왕현 (전한)
왕현(王玄, ? ~ ?)은 전한 후기의 관료로, 자는 중도(中都)이다.

## 행적
하평 원년(기원전 28), 위위에 임명되었다.

## 출전
- 반고, 《한서》 권19하 백관공경표 下

| 전임 왕피군 | 전한의 위위 기원전 28년 ~ 기원전 24년? | 후임 김창 |